# Винкиатуро
Винкиату̀ро (на италиански: Vinchiaturo) е малко градче и община в Централна Италия, провинция Кампобасо, регион Молизе. Разположено е на 620 m надморска височина. Населението на общината е 3185 души (към 2010 г.).